# Bradica
Bradica  (lat. Polypogon), rod jednogodišnjeg raslinja iz porodice trava rasprostranjen po svim kontinentima.
Priznato je 24 vrste i jedna notovrsta. U Hrvatskoj je na popisu tri vrste primorska bradica (P. maritimus), francuska bradica (P. monspeliensis) i zelenkasta bradica (P. viridis).

## Vrste
1. Polypogon australis Brongn.
2. Polypogon cachinalensis Phil.
3. Polypogon chilensis (Kunth) Pilg.
4. Polypogon elongatus Kunth
5. Polypogon exasperatus (Trin.) Renvoize
6. Polypogon fugax Nees ex Steud.
7. Polypogon griquensis (Stapf) Gibbs Russ. & Fish
8. Polypogon hissaricus (Roshev.) Bor
9. Polypogon imberbis (Phil.) Johow
10. Polypogon interruptus Kunth
11. Polypogon ivanovae Tzvelev
12. Polypogon linearis Trin.
13. Polypogon magellanicus (Lam.) Finot
14. Polypogon maritimus Willd.
15. Polypogon mollis (Thouars) C.E.Hubb. & E.W.Groves
16. Polypogon monspeliensis (L.) Desf.
17. Polypogon nilgiricus Kabeer & V.J.Nair
18. Polypogon parvulus Roseng.
19. Polypogon pygmeus Tzvelev
20. Polypogon schimperianus (Hochst. ex Steud.) Cope
21. Polypogon subspathaceus Req.
22. Polypogon tenellus R.Br.
23. Polypogon tenuis Brongn.
24. Polypogon viridis (Gouan) Breistr.
25. Polypogon ×adscendens Guss.